# Bellator farrago
Bellator farrago is een  straalvinnige vissensoort uit de familie van ponen (Triglidae). De wetenschappelijke naam van de soort is voor het eerst geldig gepubliceerd in 1998 door Richards & McCosker.
De soort staat op de Rode Lijst van de IUCN als niet bedreigd, beoordelingsjaar 2022.